# Carinthilota vechti
Carinthilota vechti är en stekelart som beskrevs av Van Achterberg 1988. Carinthilota vechti ingår i släktet Carinthilota och familjen bracksteklar. Inga underarter finns listade.